# Prevex
Prevex är en järnhandelskedja som startade i Göteborg 1991. Kedjan omsätter cirka 500 miljoner och har butiker i Malmö, Helsingborg, Halmstad, Göteborg (Sisjön och Hisings Backa) samt Skövde.
Prevex specialiserar sig på elhandverktyg, infästning, personligt skydd och arbetskläder. Målgruppen är företag verksamma främst inom byggbranschen.